# Wally Freeman
Wally Freeman (eigentlich Walter Freeman; * 6. September 1893 in Astwood Bank, Worcestershire; † Oktober 1987 in Colchester) war ein britischer Langstreckenläufer.
1920 gewann er für England startend beim Cross der Nationen Bronze. Bei den Olympischen Spielen in Antwerpen kam er im Crosslauf auf den 22. Platz.
1921 siegte er beim Cross der Nationen. Im selben Jahr wurde er Englischer Meister im Crosslauf.